# Скудина, Екатерина Юрьевна
Екатерина Юрьевна Скудина (21 марта 1981, Долгопрудный Московской области) — российская спортсменка. С 1991 года занимается парусным спортом.
Чемпионка мира, двукратная чемпионка Европы, многократная чемпионка России. Заслуженный мастер спорта России.
Победитель в номинации «Яхтсменка года» в 2009, 2010, 2011 и 2012 годах национальной премии «Яхтсмен года», учреждённой Всероссийской федерацией парусного спорта.
Представляла Россию на трёх Олимпийских играх 2004, 2008 и 2012 гг. 4-е место на Олимпиаде 2012 года в матчевых гонках в классе яхт Elliott 6, уступила в мини финале за бронзу финскому экипажу.

## Биография
Екатерина Скудина родилась 21 марта 1981 года в городе Долгопрудный Московской области. В 1998 году окончила с золотой медалью долгопрудненскую среднюю школу № 2 и поступила в Московский государственный технологический университет «СТАНКИН». В 2004 году окончила факультет «Экономика и менеджмент инновационных технологий» университета с красным дипломом. В 2005 году поступила в аспирантуру того же университета по специализации «Социология управления». В мае 2010 года защитила кандидатскую диссертацию на тему «Социально-управленческие технологии как ресурс достижения лидерства в спорте на международной арене».
После завершения олимпийской карьеры в 2012 году основала яхтенный проект PROyachting, в рамках которого популяризирует парусный спорт среди бизнес сообщества и широкой аудитории.
С 2012 года Екатерина Скудина входит в состав Президиума Всероссийской федерации парусного спорта, где курировала развитие олимпийского яхтинга в России, а ныне — направление «PR и реклама».
В 2012 году награждена Почётной грамотой Московской городской думы.
Екатерина Скудина начала заниматься парусным спортом в 1991 году в подмосковном яхт-клубе «Водник» у тренера Хорошилова Игоря Владимировича. Гонялась на классах яхт «Оптимист», «Лазер-радиал», «Европа», «Снайп», «470», «Инглинг». Первый титул Чемпионки России завоевала в 1994 году в классе «Оптимист». С 1998 года она находится в основном составе сборной команды России по парусному спорту. За это время было завоёвано множество титулов. Многократная чемпионка России, чемпионка Мира 1998г, бронзовый призёр чемпионата мира 2007 г., двукратная чемпионка Европы 2007 и 2010 гг., серебряный призёр чемпионата Европы 2011 г. В 1998 г. выиграла Чемпионат Мира в классе «Снайп», который проходил в американском городе Аннаполис, штат Мэриленд. В олимпийский класс «Инглинг» перешла в 2002 году. В этом классе в активе Екатерины лидерство в мировом рейтинге и победы на многих этапах Кубка Мира: регаты Евроолимпа, Кильская регата, Йерская регата. В 2007 году экипаж Екатерины одержал победу на Чемпионате Европы, который проходил в немецком городе Варнемюнде. В 2004 и 2008 году представляла Россию в классе «Инглинг» на Олимпийских Играх. Заняла 8 и 6 место соответственно.
С мая 2009 года Екатерина перешла в новую олимпийскую дисциплину — Женский Матч-рейс (Women Match Race). Класс яхт Elliott 6m. 2010 год стал очень успешным для обновлённого экипажа Екатерины и принёс победу на чемпионате Европы, первенство на этапе Кубка мира — Кильской регате, а также золото на престижнейшей рейтинговой регате 1-го грейда — Match Cup Sweden 2010 (этапе World Match Racing Tour). В 2011 году Екатерина с экипажем укрепила позиции мирового лидера в матчевых гонках. В июне этого года завоевала серебряную медаль чемпионата Европы, была четвёртой на чемпионате мира в Австралии, в очередной раз выиграла этап Кубка мира — Кильскую регату, получила бронзу на Match Cup Sweden 2011 и серебро на Предолимпийской регате (Test Event) в Англии в августе. В 2012 году Екатерина завоевала золото на регате 1-го грейда St. Quay Match Race и бронзу на престижной Йерской регате. В августе этого года представляла Россию на Олимпийских Играх в Лондоне, где заняла 4 место.
В декабре 2013 года Екатерина за достижения в яхтинге на международной арене была принята в члены яхт-клуба Монако (Yacht Club de Monaco) и получила сертификат члена яхт-клуба из рук правящего принца Альбера II.

### 2023 год
В конце октября Екатерина Скудина открыла финальные гонки в рамках Кубка России в классе яхт J/70 в Сочи.